# Martin Juhart
Mártin Juhart, slovenski glasbenik, * 19. september 1991.
Juhart je trenutni član zasedbe Poskočni muzikanti. Pred tem je sodeloval v Skupini Bum in ansamblu Pomladni veter. Igra več inštrumentov, med njimi harmoniko, klaviature, kitaro ter poje. 